# 千疊敷 (山口縣)
34°24′52.1″N 131°05′24.6″E / 34.414472°N 131.090167°E

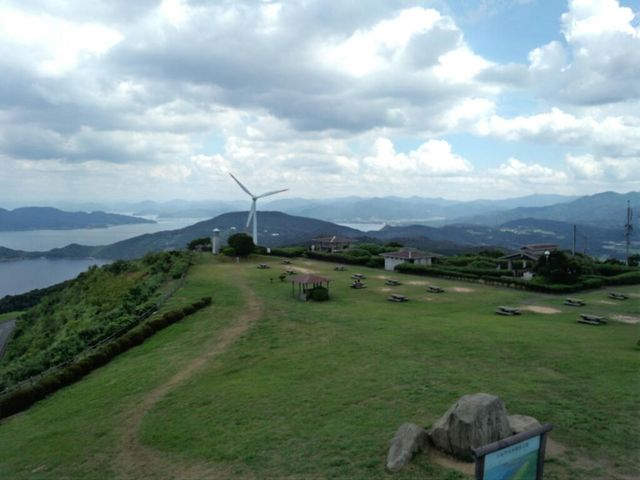
千疊敷往東側的長門市區望去的景色

千疊敷為位於日本山口縣長門市日置中地區台地上的草原，屬於北長門海岸國定公園的範圍，為與日本其他各地的千疊敷區隔，也會稱作「長門千疊敷」或「日置千疊敷」。
此地為位於向津具半島北側臨日本海一側的高地，台地上的草原面積達26,400平方公尺，最高頂標高達海拔333公尺，最遠可以見到日本海上近40公里外的見島；由於此地的壯觀景色，曾吸引福特到此拍攝電視廣告及海報。
此外由於此地長年有強風，中國電力在此設有數個風力發電站。
此地設有露營場，吸引許多旅客前來露營及玩登山車，每年夏天在此會舉辦登山車的耐力賽「汗汗嘉年華 in 千疊敷」。

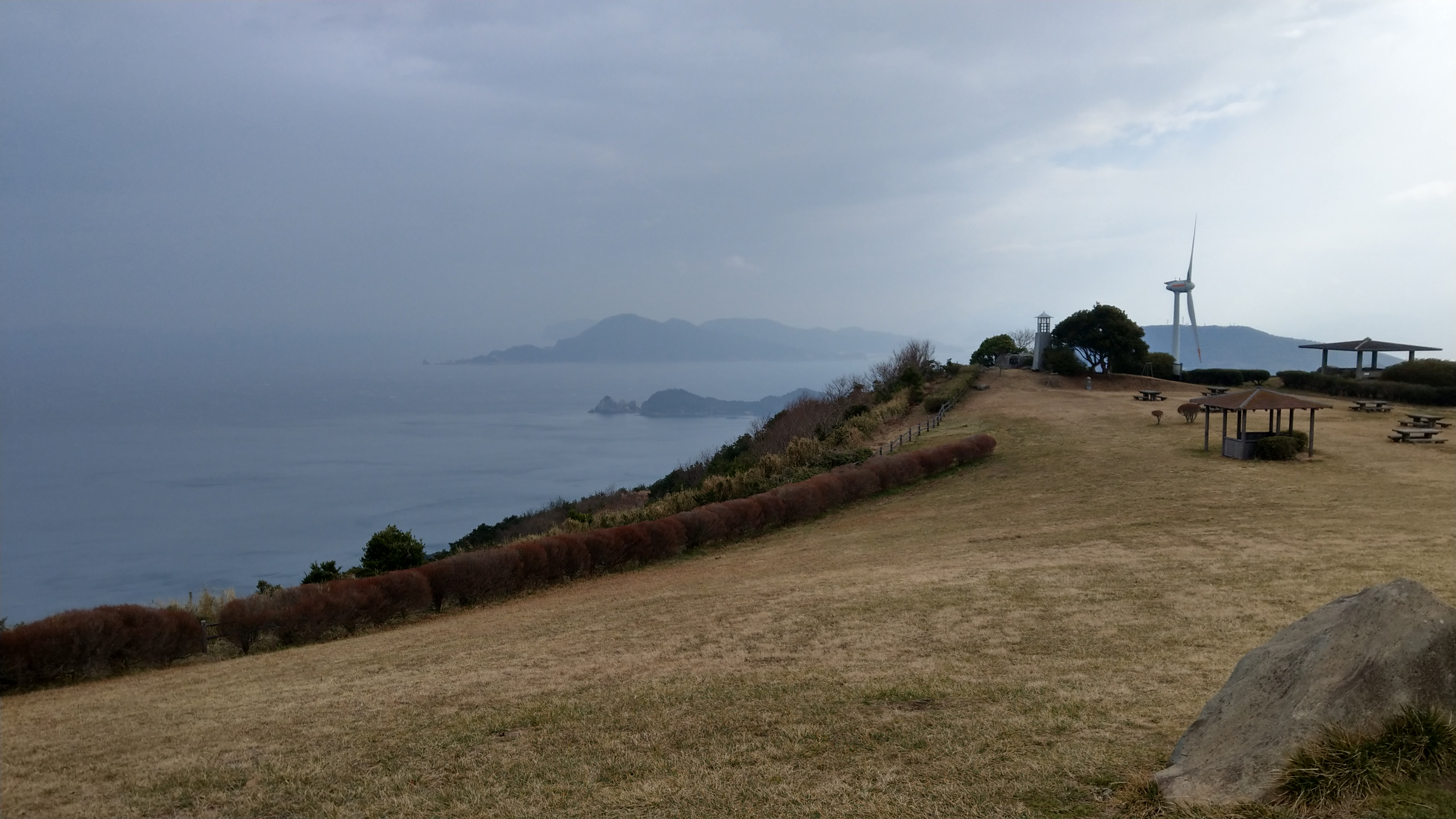
冬季時的千疊敷
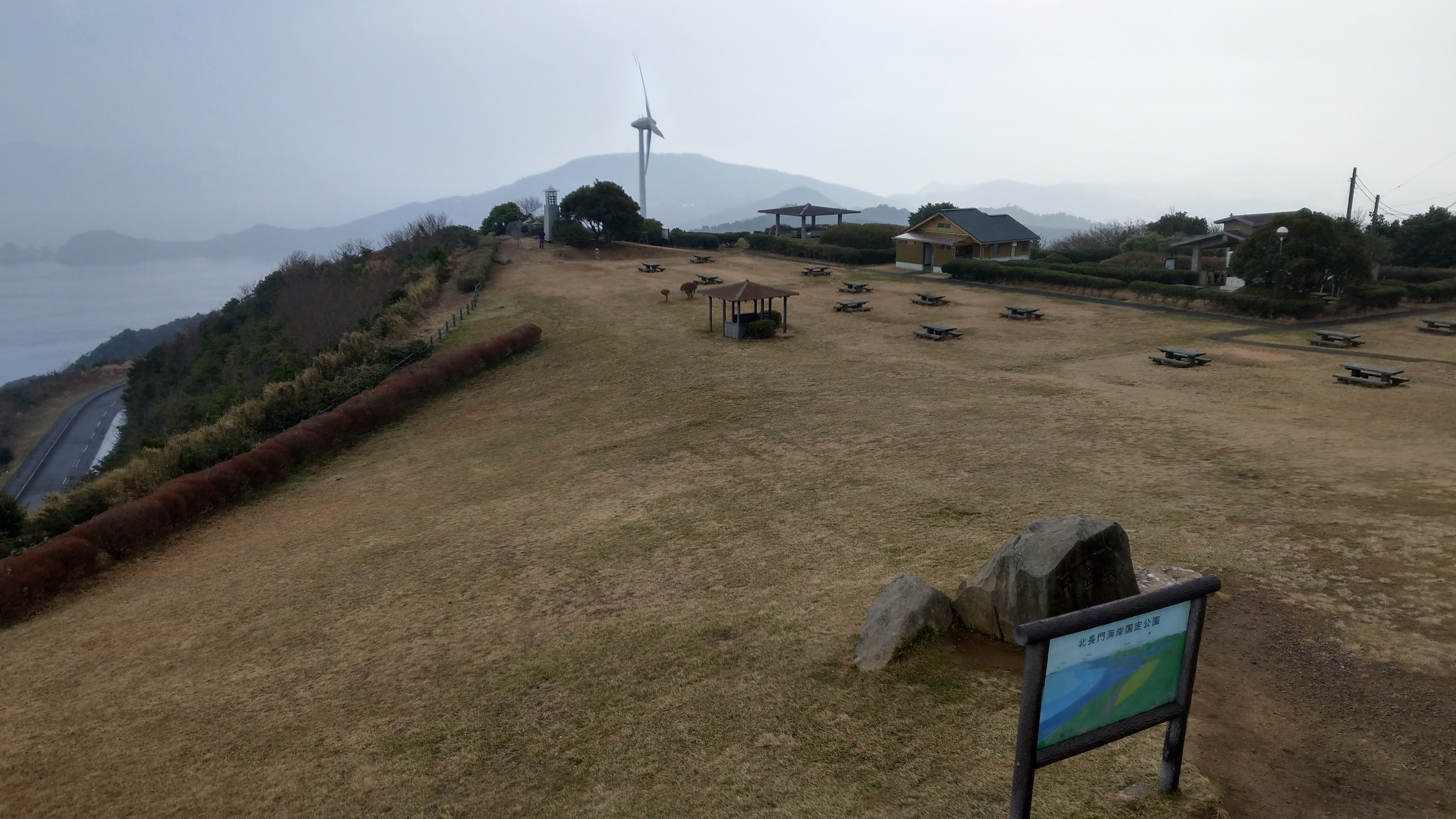
千疊敷的露營場地
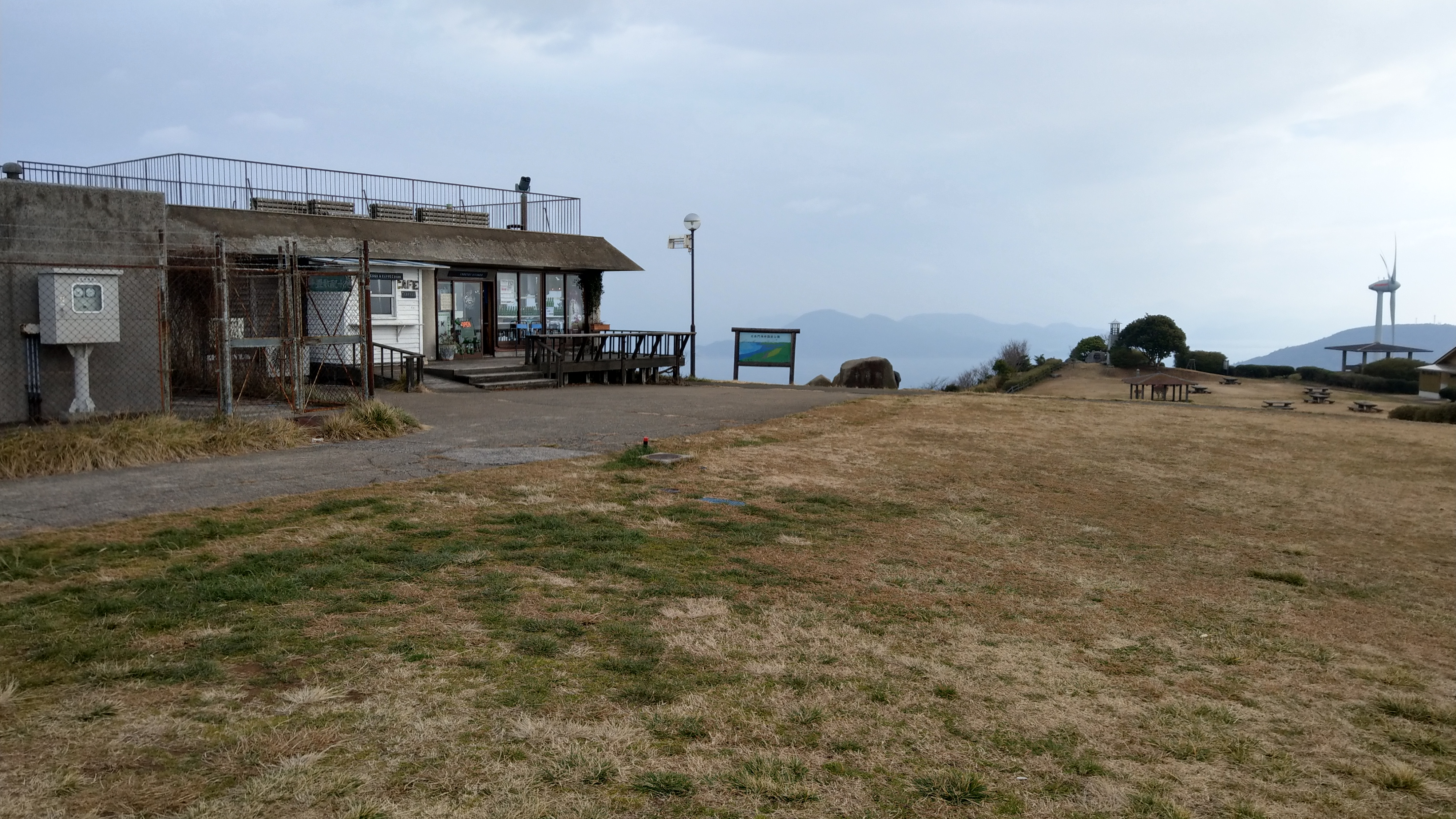
千疊敷的咖啡廳

## 外部連結
- （日語） 汗汗嘉年華 in 千畳敷（页面存档备份，存于）